# Zalew Droniowicki
Zalew Droniowicki – sztuczny zbiornik wodny o powierzchni 3,8 hektara na rzece Lublinicy, znajdujący się w Lublińcu pomiędzy ulicami Pokoju i Stawową.
Brzegi akwenu zlokalizowanego na osi wschód-zachód nie są zagospodarowane turystycznie z wyjątkiem placu zabaw przy ulicy Stawowej otwartego w 2015. Większość porasta roślinność charakterystyczna dla terenów podmokłych, głównie tatarak. Ichtiofauna reprezentowana jest głównie przez karpie, szczupaki i liny.
Z zalewem wiążą się pogłoski o duchu związanym z opuszczonym w latach 80. XX wieku budynkiem przy ul. Pokoju.